# Aeropuerto de Puerto Obaldía
El aeropuerto de Puerto Obaldía (IATA: PUE, OACI: MPOA) es un aeropuerto público panameño que sirve al corregimiento de Puerto Obaldía, ciudad costera del Caribe en la Comarca Guna Yala.
El aeropuerto está ubicado a 2,5 kilómetros de la frontera con Colombia en una zona remota del país sin conexión vial al resto del país.

## Información técnica
Entre 2008 y 2010 la pista de aterrizaje NO/SE fue reemplazada con un más larga y más ancha (17/35) hecha de hormigón ya que la anterior pista estaba muy deteriorada.
La pista de aterrizaje está construida en una inclinación desde el mar subiendo hacia las colinas al sur. El terreno al sur y al este del aeródromo es montañoso lo cual requiere que las aproximaciones y despegues sean sobre el agua del Caribe.
El VOR de La Palma (Ident: PML) está localizado a 85 kilómetros al oeste-suroeste del aeropuerto.

## Aerolíneas y destinos
| Aerolíneas | Destinos                            |
| ---------- | ----------------------------------- |
| Air Panama | Ciudad de Panamá-Marcos A. Gelabert |